# کلارا یرنکووا
کلارا یرنکووا (چکی: Klára Jerneková؛ ۱۴ ژانویهٔ ۱۹۴۵ – ۳۱ ژوئیهٔ ۲۰۰۳) بازیگر و صداپیشه اهل جمهوری چک بود.
از فیلم‌ها یا برنامه‌های تلویزیونی که وی در آن نقش داشته‌است، می‌توان به اگر یک‌هزار کلارینت اشاره کرد.